# إيرل دوهرتي
إيرل دوهرتي هو مؤرخ وكاتب كندي، ولد في 1941.